# فیروز نادری
فیروز مایکل نادری (انگلیسی: Firouz Michael Naderi; ۵ فروردین ۱۳۲۵ – ۱۹ خرداد ۱۴۰۲)، دانشمند برجستهٔ ایرانی آمریکایی بود که ۳۶ سال از عمر خود را در موقعیت‌های مختلف فنی و اجرایی در ناسا به عنوان معاون پیشین مدیرکل تنظیم راهبردهای آزمایشگاه پیش‌رانش جت (JPL) و مدیرکل اکتشافات منظومهٔ شمسی (از ۱۵ اوت ۲۰۱۱) سپری کرد.
او در فوریهٔ ۲۰۱۶ بازنشسته شد. او پس از آن به عنوان مشاور مدیریتی، مشاور شرکت‌های نوپا در حوزه فناوری‌های پیشرفته و سخنران عمومی فعالیت داشت.
فیروز نادری در سال‌های پایانی خود بیش از پیش برای برقراری دموکراسی در ایران تلاش می‌کرد.

## زندگی و تحصیلات
فیروز نادری در ۵ فروردین ۱۳۲۵ در شیراز زاده شد. او تحصیلات متوسطهٔ خود را در ایران به پایان رساند و پس از آن به ایالات متحدهٔ آمریکا مهاجرت کرد و تحصیلات دانشگاهی خود را در رشتهٔ مهندسی برق پی گرفت. وی دورهٔ کارشناسی خود را در دانشگاه ایالتی آیووا و کارشناسی ارشد و دکترای خود را در سال‌های ۱۹۷۲ و ۱۹۷۶ در دانشگاه کالیفرنیای جنوبی به پایان رساند. نادری، پس از پایان تحصیل به ایران بازگشت و ضمن گذراندن خدمت سربازی، مدتی در مرکز سنجش از دور ایران فعالیت کرد.

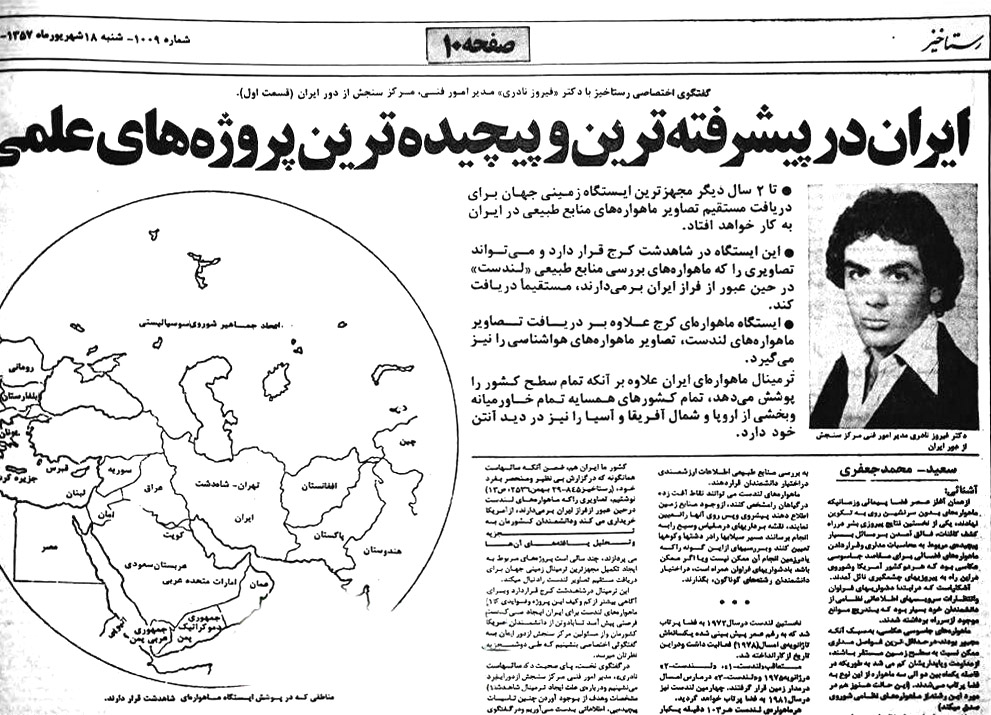
فیروز نادری در هنگام مدیر فنی مرکز سنجش از دور ایران، روزنامهٔ رستاخیز، ۱۸ شهریور ۱۳۵۷

فیروز نادری در مدت همکاری خود با ناسا مشاغل فنی و مدیریتی بسیاری را در زمینهٔ ماهواره‌های مخابراتی متحرک، رادارهای سنجش از دور، رصدخانه‌های تحقیقاتی اخترفیزیک، اکتشاف مریخ و سایر اجرام منظومهٔ شمسی برعهده داشت. نادری از سال ۱۹۹۶ مدیر برنامهٔ منشأ حیات ناسا بود. وی در سال ۱۹۷۶ به آزمایشگاه پیش‌رانش جت پیوست و به‌عنوان مدیر آزمایش‌های پروازی علوم فضا و مدیر طرح پراکندگی‌سنجی ناسا به کار پرداخت. علاوه بر این وی در مرکز مدیریت ناسا، سرپرستی برنامهٔ فناوری ارتباطات پیشرفتهٔ ماهواره‌ای را بر عهده داشت و در آزمایشگاه پیش‌رانش جت نیز مدیر برنامه ماهواره‌های متحرک بود. وی از سال ۲۰۰۰ تا ۲۰۰۵ مدیریت برنامهٔ تازه‌تأسیس برنامهٔ کاوش مریخ را بر عهده گرفت. وظیفهٔ مرکز برنامهٔ مریخ آن است که همه پژوهش‌های مربوط به مریخ را هدایت و برنامه‌ریزی کند. در پی موفقیت کاوشگرهای مریخ، نادری به سمَت معاون و مدیر ارشد برنامه‌ریزی مرکز آزمایشگاه پیشرانش جت، از مهم‌ترین مراکز فضایی ناسا منصوب شد و در سمت جدید به‌عنوان مسئول طراحی برنامه‌ها و راهبردهای مرکز، تجارب خود در ماموریت‌های مریخ را در مطالعه سایر بخش‌های جهان از زمین تا کهکشان‌های دور به کار برد. وی همچنین مسئولیت طراحی چشم‌انداز راهبردی پنج تا ۲۰ ساله آزمایشگاه پیشرانش جت را برعهده داشت. وی در سال ۲۰۱۱ به سمت مدیر پژوهش‌های روباتیک منظومه خورشیدی منصوب شد.
فیروز نادری در مصاحبه با برنامهٔ پارازیت به این سؤال که نظرش دربارهٔ تئوری استیون هاوکینگ دربارهٔ عدم وجود خدا چیست پاسخ داد که به هیچ نوع دین و مذهب اعتقاد ندارد. خدا برایش از دین مجزا است و اندیشه سپیریچوال دارد.
دکتر فیروز نادری در اوایل دهه هشتاد خورشیدی در فیلم مستند فانوس گلستان (درباره دکتر پرویز شهریاری) به تهیه‌کنندگی و کارگردانی میلاد درویش به بیان خاطراتش از شهریاری (معلم ریاضی‌اش) پرداخت که این معلم باعث علاقه‌اش به ریاضیات شده و نیز دلایل خروجش از ایران را ذکر کرد. فیروز نادری در پاسخ به میلاد درویش که چرا در ایران به فعالیت‌هایش ادامه نداد، گفت:< من بعد از پایان تحصیل به ایران برگشتم و به سربازی رفتم و سپس در مرکز سنجش از دور برای سازمان صدا و سیما کار کردم که مصادف با آمدنِ آقای قطب‌زاده به سازمان شد که ایشان علنا اعلام کردند که "ما فقط پابرهنه‌ها را می‌خواهیم!" من نیز در فضایی که می‌دیدم پاکسازی می‌کنند و نیازی به ما ندارند، از ایران خارج شدم. > 

## کار در ناسا
نادری در سپتامبر ۱۹۷۹ به عنوان مهندس سیستم‌های ارتباطی در آزمایشگاه پیشرانش جت ناسا آغاز به کار کرد و در طی سه دهه فعالیت حرفه‌ای، به جایگاه‌های مدیریتی و اجرایی بالاتر دست یافت.
فیروز نادری از ۱۹۹۶ تا ۲۰۰۰ برنامه اوریجین را مدیریت کرد که یک برنامه بلندپروازانه و پر از فناوری برای جست‌وجوی سیارات مشابه زمین در اطراف سایر ستارگان بود. همچنین وی از سال ۲۰۰۰ تا ۲۰۰۵ مدیریت برنامهٔ تازه‌تأسیس برنامهٔ کاوش مریخ را بر عهده گرفت.

### مدیریت کاوشگرهای مریخ
معروفیت نادری بیشتر به‌خاطر ۲ کاوشگر مریخ یعنی اسپریت و آپورچونیتی بود که با مدیریت او اطلاعات زیادی از جمله امید بیشتر به وجود حیات در مریخ به بشر داد. وی در فروردین ۱۳۷۹ در شرایطی که چندین مأموریت متوالی سازمان فضایی ناسا در پرتاب فضاپیما به سوی مریخ با شکست مواجه شده بود، به مدیریت برنامه‌های اکتشافات مریخ منصوب شد و توانست در طی ۴ سال، ۳ مأموریت مهم از جمله پرتاب ۲ کاوشگر مریخ‌نورد اسپریت و آپورچونیتی را با موفقیت به انجام رساند.

### دستیار مدیریت در پروژه آزمایشگاه پیشرانش جت
فیروز نادری پس از برنامه مریخ، نادری به عنوان نخستین معاون عملیاتی آزمایشگاه پیشرانه جت برای تعیین ساختار و استراتژی این پروژه منصوب شد. او به عنوان مقام ارشد آزمایشگاه برای نظارت بر آزمایشگاه پیشرانه جت و افسر ارشد برنامه‌ریزی استراتژیک عمل کرد.

### مدیر پروژه کاوش منظومه شمسی
در پنج سال آخر حضورش در JPL، او مدیر پروژه کاوش منظومه شمسی بود و مسئولیت فضاپیمای کاسینی در زحل، مأموریت دان به سیارک‌های وستا و سرس، مأموریت جونو به مشتری و ساخت اولین بالگرد مریخی و یک مأموریت چند میلیارد دلاری به اروپا (یکی از قمرهای مشتری) را برای جستجوی حیات در خارج از زمین بر عهده داشت.

## سیارک نادری
فیروز نادری پس از ۳۶ سال در فوریهٔ ۲۰۱۶ از ناسا بازنشسته شد. اتحادیه بین‌المللی اخترشناسی به پاس زحمات وی در اخترشناسی، سیارک 1989 EL1 را به سیارک ۵۵۱۵ نادری، تغییر نام داده است.

## زندگی بعد از ناسا
در دوران پس از ناسا، نادری به عنوان مشاور مدیریت، مشاور استارت‌آپ‌های فناوری پیشرفته در مراحل اولیه (به عنوان مثال، OpalAi) و سخنران عمومی، فعالیت داشت. او همچنین در کامیونیتی ایرانی-آمریکایی‌ها، به عنوان مربی و راهنمایی برای نسل بعدی رهبران، خدمت کرد.

### تدریس و سخنرانی‌های عمومی
نادری اغلب به عنوان سخنران اصلی و انگیزشی در کنفرانس‌ها و کارگاه‌ها دعوت می‌شد. او برای انجمن‌های دانشجویی بسیاری از دانشگاه‌ها سخنرانی کرد، از جمله:
- دانشگاه استنفورد
- دانشگاه کالیفرنیا، برکلی
- دانشگاه کالیفرنیای جنوبی
- دانشگاه دوک[۲۰]
- دانشگاه تورنتو
- دانشگاه ایالتی و مؤسسه پلی‌تکنیک ویرجینیا
- دانشگاه بریتیش کلمبیا
- دانشگاه کالیفرنیا، سن دیگو
- دانشگاه بین‌المللی تگزاس A&M[۲۱]
- دانشگاه تگزاس A&M در قطر[۲۲]
- دانشگاه هیوستون
- دانشگاه میشیگان غربی[۲۳]
- مؤسسه فناوری کارلسروهه - آلمان

نادری همچنین در دانشگاه استنفورد به تدریس کلاس‌های ویژه ای با موضوع «مدیریت برنامه‌های پیچیدهٔ بزرگ» می‌پرداخت.

## گرایش‌های سیاسی
نظر او در مورد نظام سیاسی در ایران این بود که مردمان ساکن ایران، باید بهترین نظام دولتی را برای خود برگزینند. هرچند خود او، طرفدار حکومتی سکولار بود که با دموکراسی انتخاب شده باشد و حقوق بشر و آزادی‌های مدنی را کاملاً رعایت کند و جدایی دین از سیاست را محترم بشمارد. او هیچ وابستگی مذهبی نداشت. با این حال، در مصاحبه ای در سال ۲۰۱۱، خود را فردی «معتقد به معنویات» دانست و به «چیزی» فراتر از خود اعتقاد داشت، اما نه در چارچوب هیچ مذهبی.

## نمایندگی از ایران در ۸۹مین دوره از جوایز اسکار (۲۰۱۷)
پس از انصراف اصغر فرهادی کارگردان فیلم فروشنده از حضور در مراسم اسکار ۲۰۱۷ — که در اعتراض به فرمان اجرایی ۱۳۷۶۹ مبنی بر جلوگیری از ورود شهروندان هفت کشور عمدتاً مسلمان از جمله ایران به خاک آمریکا صورت گرفت — وی انوشه انصاری و فیروز نادری را به‌عنوان نمایندگانش برای حضور در مراسم اُسکار معرفی کرد. در این مراسم، فیلم فروشنده توانست جایزهٔ اسکار بهترین فیلم خارجی‌زبان را به‌دست‌آورد و در پی آن، انوشه انصاری و فیروز نادری، جایزهٔ اُسکار را به جانشینی از سوی اصغر فرهادی دریافت کردند. در این مراسم متن سخنان اصغر فرهادی در غیاب او توسط انوشه انصاری خوانده شد.

## آسیب نخاع گردن و درگذشت
در اطلاعیه‌ای که در فیس‌بوک نادری همراه با عکسی از او در تخت بیمارستان منتشر شده، آمده بود که او در پی افت ناگهانی ضربان قلب از حال رفته و به‌دلیل برخورد سرش به دیوار و جابه‌جایی مهرهٔ گردن، نخاعش آسیب دیده است که باعث شده از گردن به پایین فلج شود. او گفت که عمل جراحی‌اش دوشنبه ۱ خرداد ۱۴۰۲ انجام شده و دوران نقاهتش چهار تا پنج ماه طول می‌کشد. اما در روز ۱۹ خرداد ۱۴۰۲ و همزمان با بیستمین سالگرد پرتاب مریخ نورد اسپریت به فضا، در سن ۷۷ سالگی درگذشت.

## جوایز و افتخارات
- همکاری با مؤسسه هوانوردی و فضانوردی آمریکا (AIAA)[۴]
- مدال رهبری برجستهٔ ناسا[۹]
- مدال تالار مشاهیر تکنولوژی‌های فضایی (۱۹۹۷)
- دریافت مدال افتخارِ جزیرهٔ اِلیس (۲۰۰۵)[۹]
- مدال خدمات برجستهٔ ناسا.[۹] این مدال، بزرگ‌ترین جایزه‌ای است که در ناسا به شخصی برای همکاری و پژوهش‌های برجسته‌اش در حوزه علم فضا، داده می‌شود. (۲۰۰۵)
- دریافت جایزهٔ دوم ویلیام راندولف لاولیس از جامعهٔ فضانوردی آمریکا (۲۰۱۰)
- برندهٔ جایزهٔ لیبرال (۲۰۰۴)
- پس از ۳۶ سال، در فوریهٔ ۲۰۱۶ ناسا به‌افتخار تلاش‌های فیروز نادری سیارکِ ۱۹۸۹-EL1 منظومهٔ شمسی را «سیارک نادری (۵۵۱۵)» نام‌گذاری کرد.[۳۰][۳۱]